# Phalacrotophora spectabilis
Phalacrotophora spectabilis är en tvåvingeart som beskrevs av Schmitz 1925. Phalacrotophora spectabilis ingår i släktet Phalacrotophora och familjen puckelflugor. Inga underarter finns listade i Catalogue of Life.